# Colline Maria Hammarén
La colline Maria Hammarén (en finnois : Maria Hammarénin mäki), est un parc du quartier de Roihuvuori à Helsinki en Finlande.

## Situation
La colline qui est proche de la zone des parcs de Roihuvuori situés sur son côté ouest.
Le parc est entouré des rues Tuhkimontie et Roihuvuorentie. 
A côté du parc, du côté ouest se trouvent le château d'eau de Roihuvuori, au sud l'école primaire de  Porolahti, la bibliothèque de Porolahti et la statue Kiikkujat. 
La distance entre le parc et la Rautatientori au centre-ville d'Helsinki est d'environ 7 km à vol d'oiseau et par la route d'environ 10 km.
Les parcs voisins dans un rayon d'un kilomètre :
- Parc de jeux Tuhkimo
- Kirsikkapuisto
- Jardin japonais de Roihuvuori
- Valurin puisto
- Asentajanpuisto
- Manoir d'Herttoniemi
- Porolahdenpuisto
- Vanhanväylän puisto
- Parc de Leppisaari
- Strömsinlahden puisto
- Hiidenkirnujenrinne
- Parc Väinö Valve (fi)
- Kettupuisto
- Näätäpuisto

## Faune et flore
Sur la quarantaine d'arbres de la colline, la plupart sont des bouleaux verruqueux, des érables et des pins. 
Parmi les mammifères, les écureuils et les lievres prospèrent. 
Le parc appartient à la ville d'Helsinki.

## Galerie

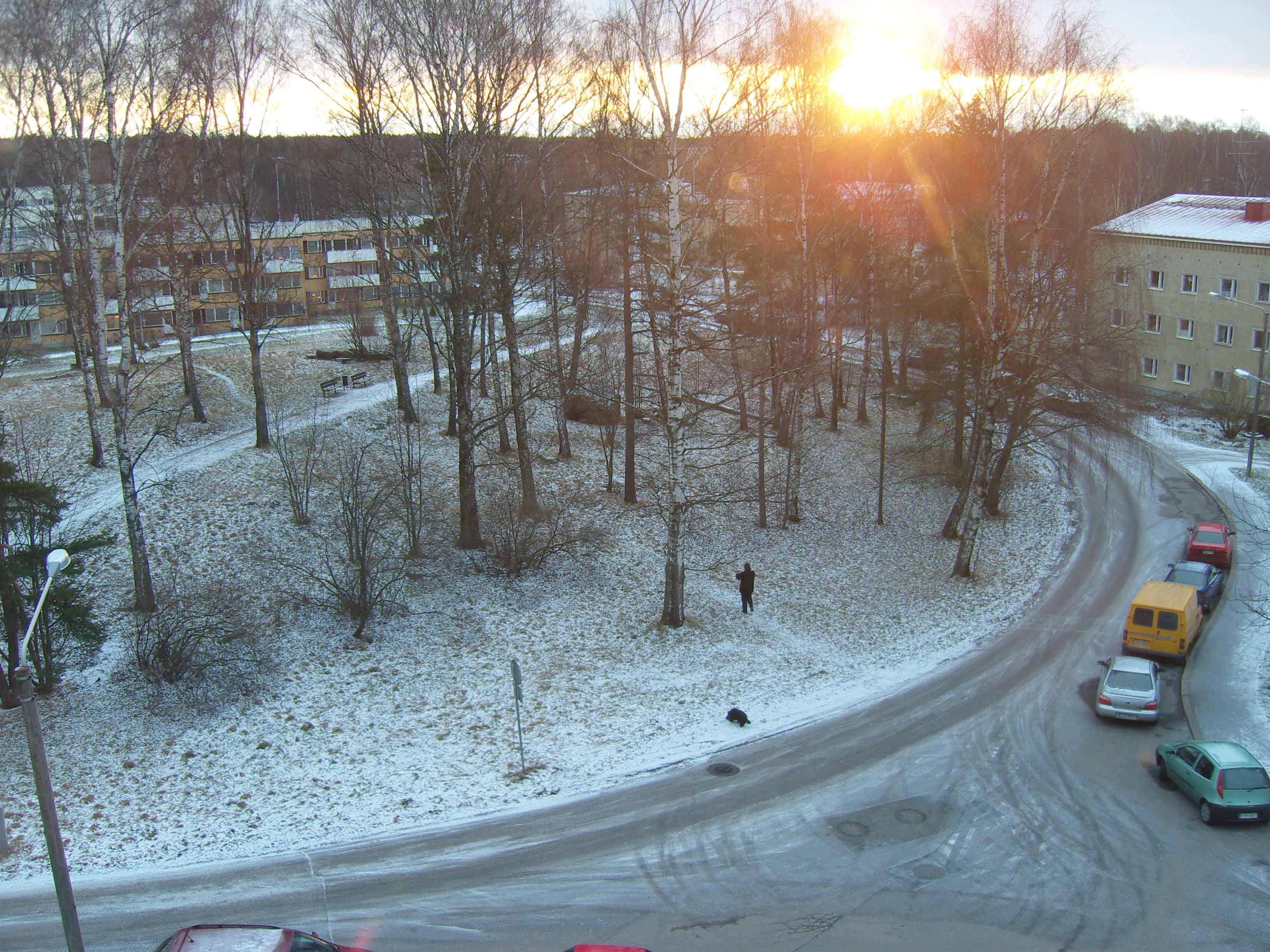
Le parc en décembre 2008.
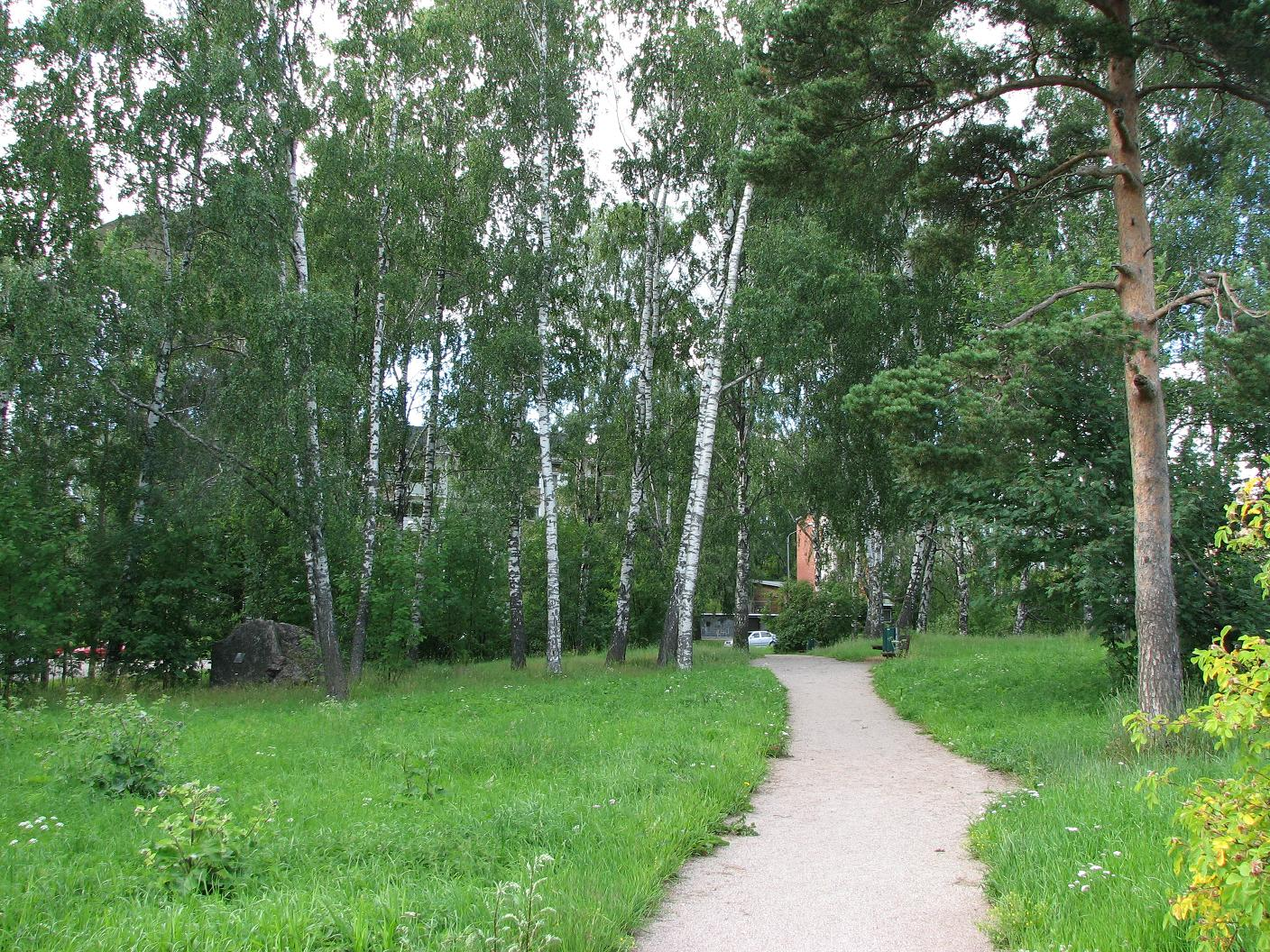
Sentier et arbres du parc.
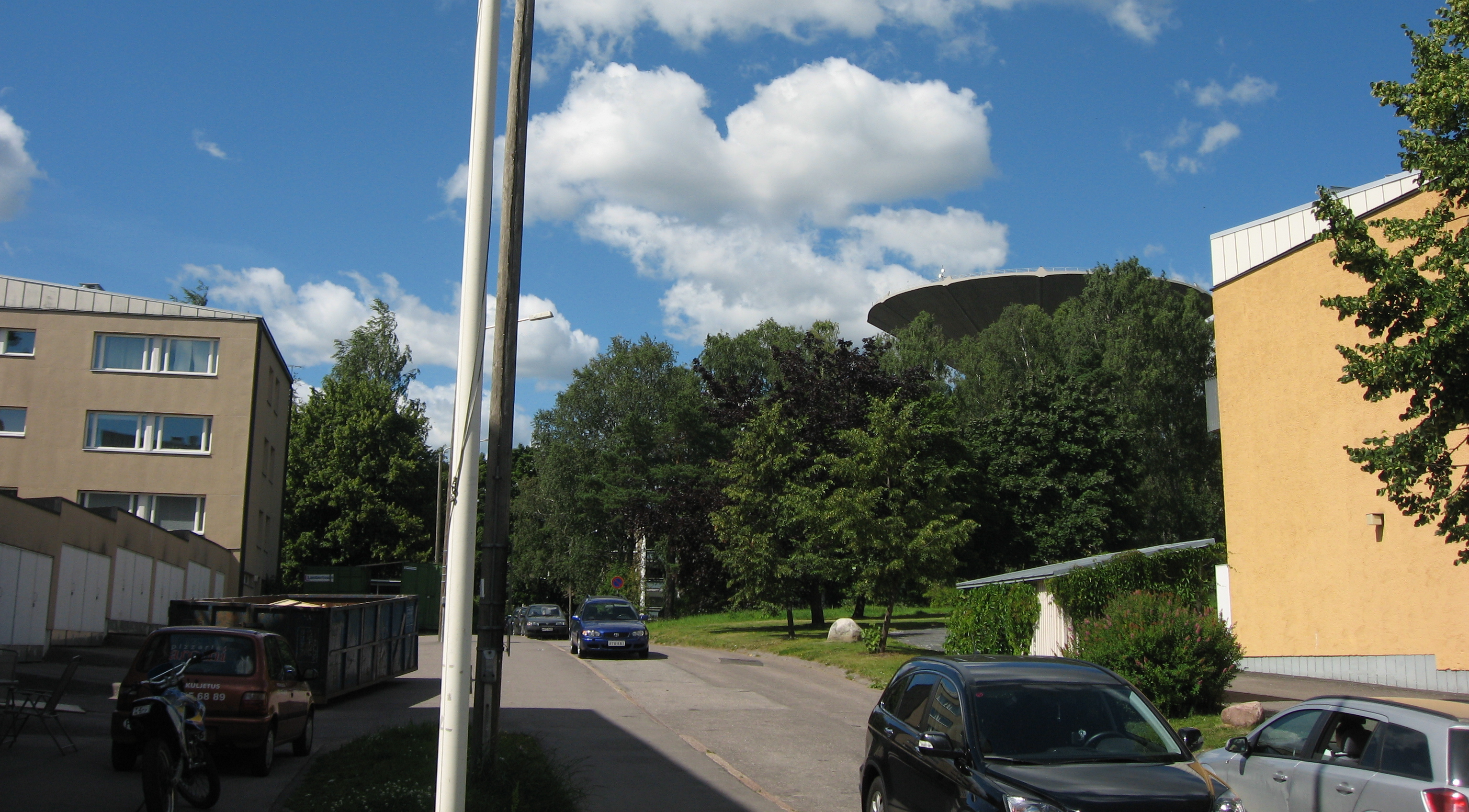
Tuhkimontie 1-2, le château d'eau de Roihuvuori, et la colline.